# Anni Biechl
Anni Biechl, po mężu Capeller (ur. 17 marca 1940 w Röhrmoos) – niemiecka lekkoatletka specjalizująca się w krótkich biegach sprinterskich, uczestniczka letnich igrzysk olimpijskich w Rzymie (1960), srebrna medalistka olimpijska w biegu sztafetowym 4 × 100 metrów. W czasie swojej kariery reprezentowała Niemcy Zachodnie.

## Sukcesy sportowe
- dwukrotna mistrzyni RFN w biegu na 100 metrów – 1959, 1960[1]
- dwukrotna medalistka halowych mistrzostw RFN w biegu na 60 metrów – złota (1959) oraz srebrna (1960)[2]
- trzykrotna rekordzistka kraju w sztafecie 4 × 100 metrów[3]

| Rok  | Miasto | Zawody               | Konkurencja        | Wynik         |
| ---- | ------ | -------------------- | ------------------ | ------------- |
| 1960 | Rzym   | Igrzyska olimpijskie | sztafeta 4 × 100 m | srebrny medal |

## Rekordy życiowe
- bieg na 100 metrów – 11,6 – Norymberga 12/07/1959[4]